# Skolernes SK
Skolernes SK – funkcjonujący w latach 1972–2007 duński klub szachowy z siedzibą w Aarhus, czterokrotny mistrz kraju.

## Historia
Klub powstał w 1972 roku z inicjatywy Svenda Svendsena. Jego głównym założeniem miał być rozwój młodzieży, która wcześniej należała do szkolnych klubów szachowych. W 1982 roku zespół zadebiutował w 1. division, jednak w debiutanckim sezonie spadł z ligi. Na najwyższy poziom rozgrywkowy Skolernes SK wrócił w 1985 roku. W 1986 roku klub zdobył mistrzostwo kraju. W kadrze drużyny znajdowali się wówczas m.in. Karsten Rasmussen i Lars Schandorff. W latach 1989, 1990 i 1994 klub ponownie zostawał mistrzem kraju. Po powołaniu Skakligaen zespół dwukrotne zajął trzecie miejsce w lidze, w latach 2006–2007. W czerwcu 2007 roku klub połączył się z Aarhus SK, tworząc Aarhus SK/Skolerne.